# Sanriku-Küste

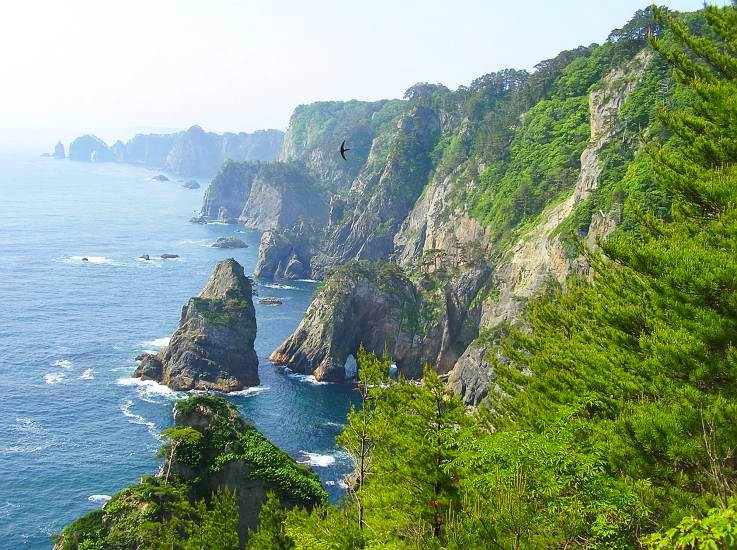
Nördliche Sanriku-Küste: Kap Kitayama (北山崎, Kitayama-saki) bei Tanohata, Präfektur Iwate

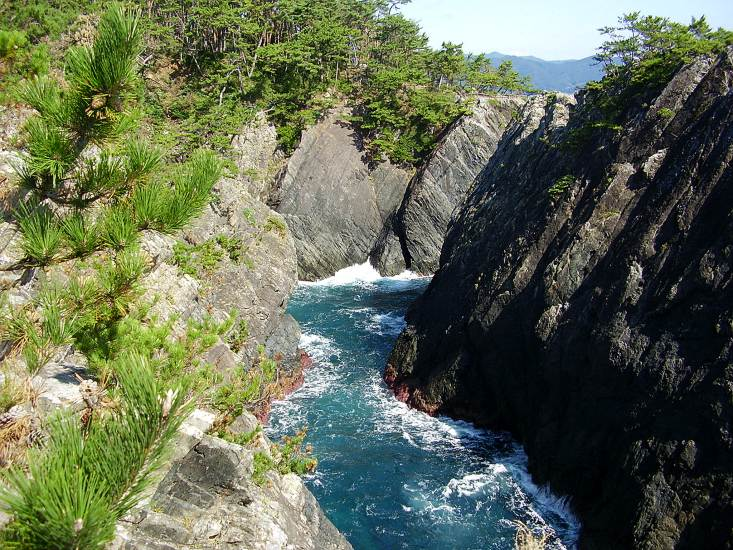
Südliche Sanriku-Küste: Goishi-Küste (碁石海岸, Goishi-kaigan) bei Ōfunato, Präfektur Iwate

Die Sanriku-Küste (jap. 三陸海岸, Sanriku-kaigan) ist ein japanisches Küstengebiet am Pazifik.

## Name
Der Name Sanriku – wörtlich „drei Riku“ – bezieht sich auf die drei Provinzen Rikuzen, Rikuchū und Rikuō, die sich vor Einrichtung des Präfektursystems über das Gebiet erstreckten. Deren Namen wiederum beziehen sich auf die (Vorläufer-)Provinz Mutsu.

## Geografie
Die Sanriku-Küste liegt auf der nordöstlichen Seite der Honshū-Insel, in der Tōhoku-Region, und erstreckt sich über eine Länge von 600 km von Hachinohe in der Präfektur Aomori im Norden über die Präfektur Iwate bis zur Oshika-Halbinsel in der Präfektur Miyagi im Süden. Der Nordteil ist durch Steilklippen geprägt und der Südteil, ab Miyako in der Präfektur Iwate, durch seine Ria.

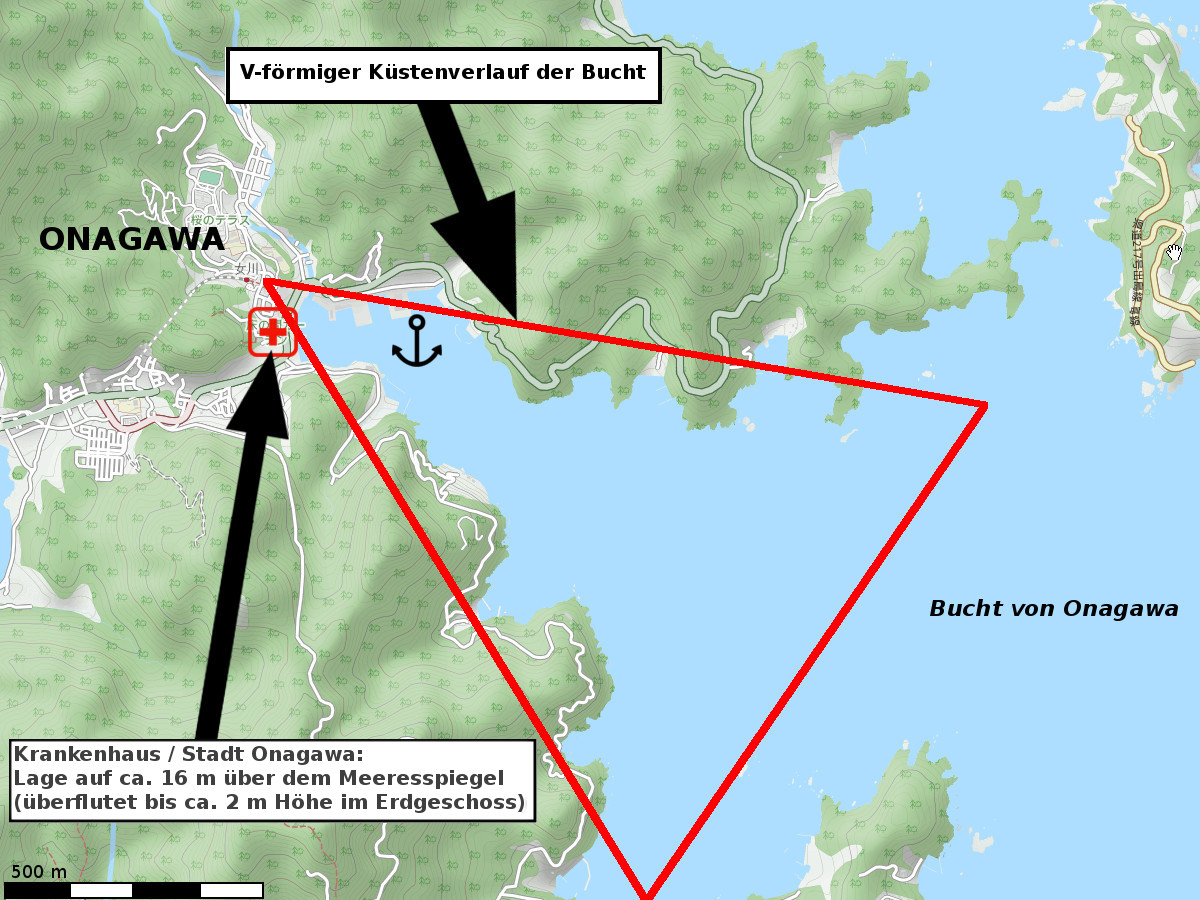
Typisches Beispiel einer V-förmigen Bucht (Stadt Onagawa/Miyagi) mit Tsunami-verstärkender Wirkung.

Die Küste, insbesondere der Südteil, ist aus mehreren Gründen stark durch Tsunami-Schäden gefährdet. Zum einen liegt die Küste gegenüber einer Subduktionszone der Pazifischen Platte, was sich in einer erhöhten Anzahl von Erdbeben mit großen Stärken äußert, die wiederum starke Tsunamis auslösen. Zum anderen verstärkt die charakteristische Geografie mit ihren steilen Talwänden und tiefen Inlets der Sanriku-Küste die Tsunamiwellen und machen die Städte und Dörfer anfällig für Tsunamis. Die stark irregulär geformten Buchten der Riasküste verursachen bei Wellen ein hohes Maß an Refraktion (Brechung), was wiederum die Fluthöhe vergrößert, so dass dadurch die Zerstörungskraft von Tsunamis noch verstärkt wird. Die Sanriku-Küste umfasst viele V-förmige Buchten, die bewirken, dass sich die Tsunami-Energie bündelt und verstärkt. Das vom Meer in die Bucht strömende Wasser wird aufgrund der immer weiter zunehmenden Verjüngung der Bucht von links und rechts zusammengedrückt und weicht nach oben aus, so dass sich der Meeresspiegel hochwölbt und die Wellenhöhe ansteigt. Im Vergleich zu sich nicht verjüngenden (rechteckigen) Buchttypen und noch stärker im Vergleich zu linearen Küstenabschnitten (ohne Einbuchtung) weist diese sich verjüngende Buchtform (V-Form) die höchste Tendenz zu hohen Wellen auf.
Als typisches Beispiel für eine der V-Form nahekommend ausgeformten Bucht gilt die Bucht von Onagawa, die an der Mündung der Bucht breit und tief, am Ende der Bucht jedoch schmaler und flacher ist, und so möglicherweise die Wellenhöhe des durch das Tōhoku-Erdbeben 2011 ausgelösten Tsunamis verstärkt hat.

## Erdbeben und Tsunamis

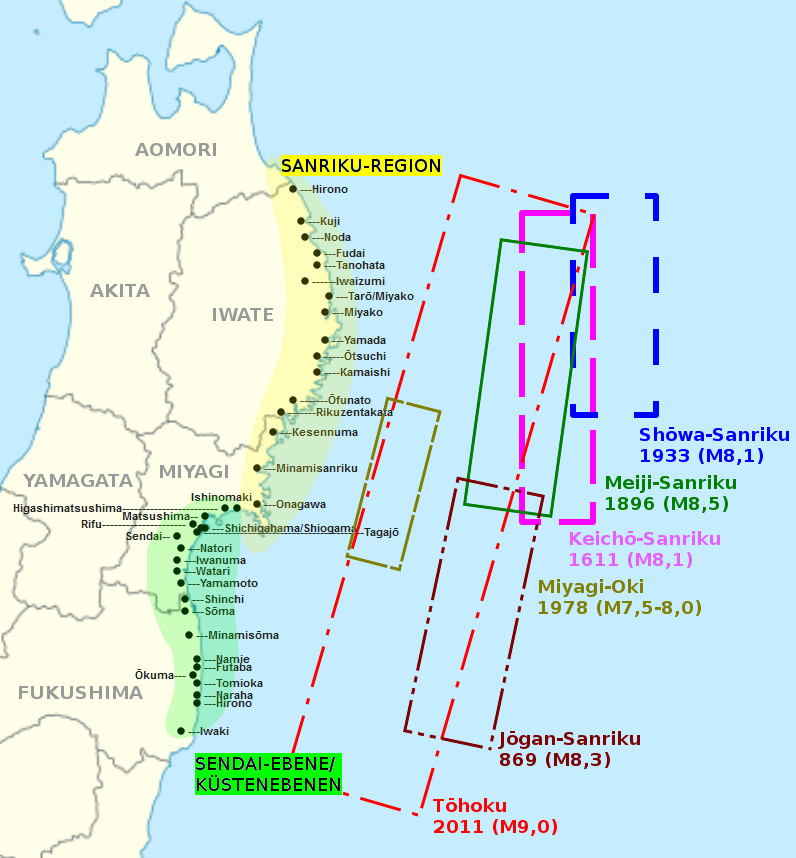
Historische Tsunamis in der Sanriku-Region und Auswahl von Gebieten, die vom Tōhoku-Tsunami von 2011 betroffen waren.

Tsunamis können als integraler Bestandteil der Geschichte der Sanriku-Region betrachtet werden. Die Sanriku-Küste ist als eine Zone häufig auftretender Tsunamis bekannt, die in der Vergangenheit eine Reihe besonders schwerer Tsunamikatastrophen erlebt hat (wie 1896, 1933, 1960 und 2011). Konkrete Beispiele für Tsunamis an der Sanriku-Küste sind das Jōgan-Sanriku-Erdbeben 869, das Keichō-Sanriku-Erdbeben 1611, das Meiji-Sanriku-Erdbeben 1896 mit insgesamt 22.000 Toten und einer maximalen Auflaufhöhe von 38 m in Ryōri-Shirahama (heute: Ōfunato, Präfektur Iwate), das Shōwa-Sanriku-Erdbeben 1933 mit 3000 Toten und einer maximalen Auflaufhöhe von 29 m in Ryōri-Shirahama, der Chile-Erdbeben von 1960 das Tokachi-Seebeben 1968 und das Tōhoku-Erdbeben 2011 mit insgesamt rund 20.000 Toten und einer maximalen Auflaufhöhe von 40,1 m in Ōfunato, Präfektur Iwate.
| Datum            | Name                            | Erdbeben-Magnitude | Opfer          | Schaden                                  | Maximale Höhe des Tsunamis (Ort)                                  |
| ---------------- | ------------------------------- | ------------------ | -------------- | ---------------------------------------- | ----------------------------------------------------------------- |
| 9. Juli 869      | Jōgan(-Sanriku)                 | >8,3               | >1.000 Tote    |                                          |                                                                   |
| 2. Dezember 1611 | Keichō-Sanriku                  | >8,1               | >5.000 Tote    |                                          |                                                                   |
| 15. Juni 1896    | Meiji-Sanriku                   | 8,5                | 21.959 Tote    | >10.000 Häuser zerstört                  | 38,2 m (Ryōri-Gebiet/Ōfunato)                                     |
| 3. März 1933     | Shōwa-Sanriku                   | 8,1                | 3.064 Tote     | 1.810 Häuser zerstört                    | 28,7 m (Ryōri-Gebiet/Ōfunato)                                     |
| 22. Mai 1960     | Großes Chilenisches (Valdivia)  | 9,5                | 142 (in Japan) | 1.625 Häuser zerstört                    |                                                                   |
| 11. März 2011    | Großes Ost-Japanisches (Tōhoku) | 9,0                | >19.000 Tote   | >836.500 Häuser beschädigt oder zerstört | 40,1 m (Ryōri-Bucht/Ōfunato) 40,5 m (Omoe-Aneyoshi-Gebiet/Miyako) |

Nach dem Tsunami 2011 wurden an der Sanriku-Küste insgesamt 400 Kilometer Schutzwälle gebaut. Die Höhe beträgt zwischen sechs und 14 Meter. Die Schutzwälle decken 23 Prozent der Küstenlinie ab. Außerdem dürfen hinter den Mauern keine Wohnhäuser mehr stehen.

## Gemeinden
Die Gemeinden entlang der Küste sind:
- Präfektur Aomori: Hachinohe, Hashikami
- Präfektur Iwate: Hirono, Kuji, Noda, Fudai, Tanohata, Iwaizumi, Miyako, Yamada, Ōtsuchi, Kamaishi, Ōfunato, Rikuzentakata
- Präfektur Miyagi: Kesennuma, Minamisanriku, Onagawa, Ishinomaki

## Wirtschaft
Wichtige Einnahmequellen der Region sind die Fischerei und der Tourismus.

### Fischerei
Vor der Küste treffen die von Norden kommende kalte Meeresströmung Oyashio und die vom Osten kommende warme Meeresströmung Kuroshio zusammen. Auf Grund dieser Besonderheit zählen die vor der Küste gelegenen Gewässer – Sanriku-oki (三陸沖 ‚Meer vor Sanriku‘) genannt – zu den drei reichsten Fischgründen der Welt.
Sanrikus Seeohren, Sepien und Seeigel genießen hohes Ansehen in den Sushi-Küchen Japans.

### Tourismus
Die zerfurchte Sanriku-Küste der Tōhoku-Region mit ihren steilen Talwänden und tiefen Inlets wird zu den schönsten Gegenden Japans gezählt.
Der Abschnitt von Kesennuma in Miyagi bis nach Kuji in Iwate gehört zum Sanriku-Fukkō-Nationalpark (vormals Rikuchū-Kaigan-Nationalpark). Über eine Ausdehnung von über 150 km seiner Meeresküste finden sich spekatukäre Felssäulen, steile Kliffwände, tiefe Inlets und enge Flusstäler.
Der Südteil der Sanriku-Küste gehört zum Minamisanriku-Kinkazan-Quasinationalpark.